# Batalla de Vertières
La Batalla de Vertières (en criollo haitiano: Batay Vètyè) fue la última batalla importante de la Revolución haitiana, y la parte final de la Revolución bajo la dirección de Jean Jacques Dessalines. Tuvo lugar el 18 de noviembre de 1803 entre el ejército haitiano indígena y las fuerzas expedicionarias francesas enviadas por Napoleón en febrero de 1802 con el objetivo de recuperar el control de la isla.
Vertières está situado justo al sur de Cabo Haitiano (conocido entonces tan Cap-Français), en el Departamento Norte, Haití. A finales de octubre de 1803, las fuerzas que luchaban contra las tropas expedicionarias ya habían tomado la mayoría del territorio de Saint-Domingue. Los únicos lugares controlados por las fuerzas francesas eran Môle-Saint-Nicolas, controlado por Noailles, y Cap-Français, donde el general francés Rochambeau se hallaba a la espera con 5000 hombres.

## Trasfondo
En 1802, el dirigente revolucionario Toussaint Louverture fue capturado por las tropas de Napoleón. Desde el barco que le llevaría a su celda de prisión, y eventual muerte, Louverture dijo: “Al derrocarme, no habéis hecho más que cortar el tronco del árbol de la libertad negra en St. Domingue. Volverá a nacer de sus raíces, pues son numerosas y profundas.” Después de la muerte de Louverture, Jean Jacques Dessalines continuó la lucha por la libertad liderando la resistencia contra los franceses.

## Batalla
Dessalines derrotó al ejército francés numerosas veces antes de la batalla de Vertières, ocupando Jacmel el 17 de septiembre y Puerto Príncipe en octubre de 1803. Durante la noche del 17 al 18 de noviembre de 1803, los haitianos colocaron sus escasos cañones para atacar Fort Bréda, localizado en la habitation donde Louverture había trabajado como cochero a las órdenes de François Capois. Cuando las trompetas francesas sonaron la alarma, Clervaux, un rebelde haitiano, disparó el primer tiro. Capois, montado en un caballo grande, dirigió su media brigada haitiana hacia adelante a pesar de la tormenta de balas de los fuertes que había a su izquierda. El camino a Charrier discurría por un largo barranco bajo los cañones de Vertières. El fuego francés mató cierto número de soldados en las columnas haitianas, pero cerraron filas y pasaron sobre sus muertos, cantando. El caballo de Capois recibió un disparo, desmayándose y cayendo, tirando a Capois de su silla, quien se levantó, desenfundó su espada, blandiéndola por encima de su cabeza y corrió adelante gritando: "¡Adelante! ¡Adelante!" (En avant!  En avant!).
Rochambeau estaba mirando desde de la muralla de Vertières. Cuando Capois cargó hacia adelante, los tambores franceses tocaron repentinamente un alto el fuego. De repente, la batalla paró. Un oficial francés de la plana mayor montó su caballo y cabalgó hacia el intrépido Capois-la-Mort (Capois-la-Muerte). Con una voz fuerte, gritó: "¡El general Rochambeau envía cumplidos al general que acaba de cubrirse con semejante gloria!" Entonces saludó a los guerreros haitianos, regresó a su posición, y la lucha continuó.
El general Dessalines envió sus reservas bajo el mando de Gabart, el más joven de los generales, mientras Jean-Philippe Daut, la guardia de granaderos de Rochambeau, formaron para una carga final. Pero Gabart, Capois, y Clervaux, este último luchando con un mosquete francés en una mano y habiendo perdido una charretera de un tiro, repelieron el desesperado contraataque.
Un chaparrón repentino con truenos y relámpagos empapó el campo de batalla. Bajo el manto de la tormenta, Rochambeau se retiró de Vertières, sabiendo que había sido vencido y que Saint-Domingue estaba perdida para Francia.

## Consecuencias
La siguiente mañana, el general Rochambeau envió a Duveyrier para negociar con Dessalines. Al final del día, los términos de la rendición francesa habían sido acordados. Rochambeau conseguía diez días para embarcar el resto de su ejército y dejar Saint-Domingue. Los soldados franceses heridos quedaron cautivos con la expectativa que serían regresados a Francia, pero fueron ahogados unos cuantos días más tarde iniciándose la Masacre de Haití de 1804.
Esta batalla ocurrió menos de dos meses antes de la proclamación de la República independiente de Haití por Dessalines, el 1 de enero de 1804.
Durante la Segunda Restauración, el reino de Francia rechazó reconocer la independencia adquirida de la República Francesa. En 1825, el rey Carlos X exigió que Haití pagara una compensación de 150 millones de francos de oro antes de que Francia reconociera la independencia de la joven república. En 1838, bajo la Monarquía de Julio, esta deuda fue reducida por el rey Luis-Felipe a 90 millones de francos y fue completamente pagada. 
El 18 de noviembre ha sido ampliamente celebrado desde entonces como Día de la Victoria en Haití.